# Psednos
Psednos és un gènere de peixos pertanyent a la família dels lipàrids.

## Taxonomia
- Psednos andriashevi (Chernova, 2001)
- Psednos anoderkes (Chernova & Stein, 2002)
- Psednos balushkini (Stein, Chernova & Andriàixev, 2001)
- Psednos barnardi (Chernova, 2001)
- Psednos carolinae (Stein, 2005)
- Psednos cathetostomus (Chernova & Stein, 2002)
- Psednos christinae (Andriàixev, 1992)
- Psednos delawarei (Chernova & Stein, 2002)
- Psednos dentatus (Chernova & Stein, 2002)
- Psednos gelatinosus (Chernova, 2001)
- Psednos griseus (Chernova & Stein, 2002)
- Psednos groenlandicus (Chernova, 2001)
- Psednos harteli (Chernova, 2001)
- Psednos islandicus (Chernova & Stein, 2002)
- Psednos melanocephalus (Chernova & Stein, 2002)
- Psednos mexicanus (Chernova & Stein, 2002)
- Psednos microps (Chernova, 2001)
- Psednos micruroides (Chernova, 2001)
- Psednos micrurus (Barnard, 1927)
- Psednos mirabilis (Chernova, 2001)
- Psednos nataliae (Stein & Andriàixev, 2001)
- Psednos pallidus (Chernova & Stein, 2002)
- Psednos rossi (Chernova & Stein, 2004)
- Psednos sargassicus (Chernova, 2001)
- Psednos spirohira (Chernova & Stein, 2002)
- Psednos steini (Chernova, 2001)
- Psednos whitleyi (Stein, Chernova & Andriàixev, 2001)[2][3][4][5][6][7]